# Leuconidae

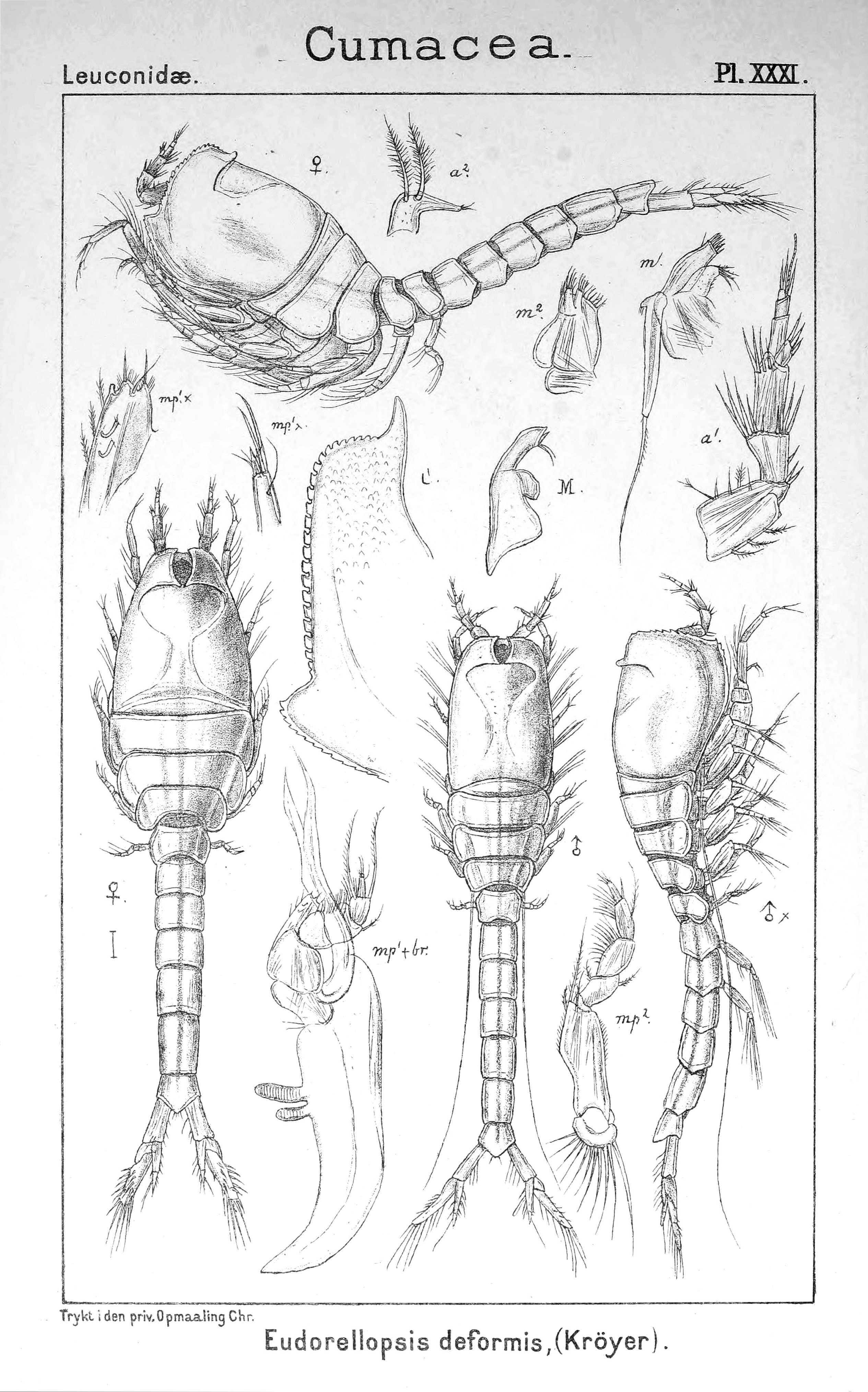
Eudorellopsis deformis

Leuconidae (лат.) — семейство морских кумовых раков из класса высших раков (Malacostraca). Около 100 видов.

## Описание
Небольшие ракообразные, внешним видом тела напоминающие головастиков: покрытая панцирем вздутая головогрудь и грудной отдел (покрыты общим панцирем карапаксом) укрупнены и контрастируют с более тонким брюшком (плеоном), заканчивающимся хвостовой вилкой. Анальная лопасть (тельсон) развита, но маленькая в виде закруглённой пластинки, шипики отсутствуют. Антенны самок маленькие, рудиментарные. Мандибулы ладьевидные. Уроподы (удлинённые конечности шестого сегмента) имеют одночлениковую внутреннюю ветвь (эндоподит)
.

## Систематика
Насчитывает около 100 видов и 15 родов. Семейство было впервые выделено в 1878 году норвежским зоологом Георгом-Оссианом Сарсом (Georg Ossian Sars; 1837—1927). В российских водах Японского моря встречаются представители 3 родов и более 15 видов.
- Alloeoleucon
- Americuma Watling, 1991
- Austroleucon Watling, 1991
- Bytholeucon Watling, 1991
- Coricuma  Watling & Breedy, 1989
- Epileucon
- Eudorella  Norman, 1867
- Eudorellopsis  Sars, 1882
- Hemileucon  Calman, 1907
- Heteroleucon  Calman, 1907
- Leucon  Krøyer, 1846
- Nippoleucon  Watling, 1991
- Ommatoleucon  Watling, 1991
- Paraleucon Calman, 1907
- Phalloleucon  Mühlenhardt-Siegel, 2008
- Pseudoleucon  Zimmer, 1903